# Consistórios de Papa Francisco

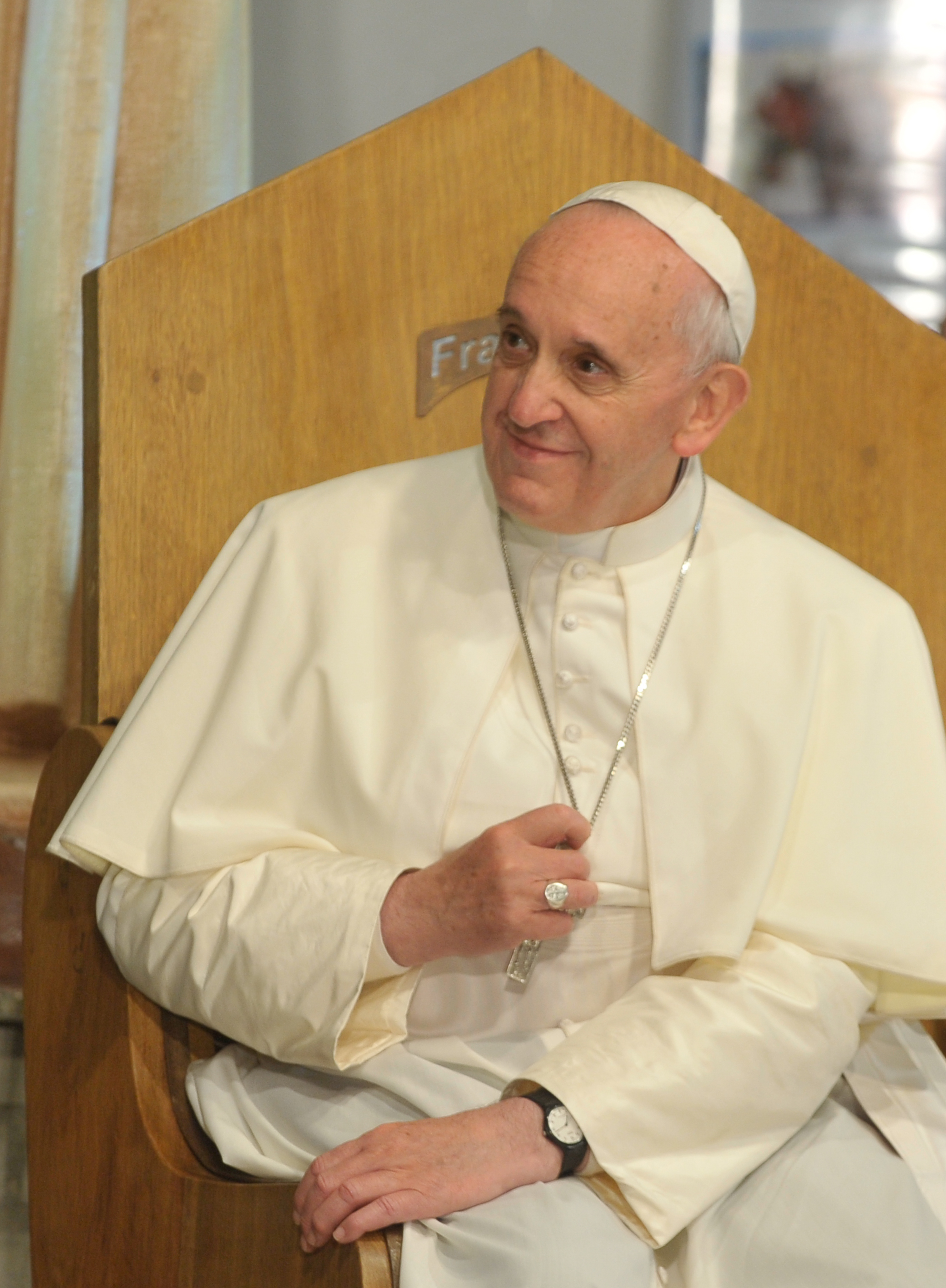
Sua Santidade, o Papa Francisco

Segue-se uma lista completa dos consistórios ordinários públicos para a criação de novos cardeais, presididos pelo Papa Francisco †, com a indicação de todos os cardeais criados.

## 22 de fevereiro de 2014
Em seu primeiro consistório, o Papa Francisco criou dezenove novos cardeais, dezesseis cardeais eleitores mais três não votantes. Entre os cardeais eleitores, encontra-se o brasileiro Dom Orani João Tempesta, arcebispo da cidade do Rio de Janeiro.
Os novos purpurados são:
1. Pietro Parolin (n. 1955), Secretário de Estado do Vaticano
2. Lorenzo Baldisseri (n. 1940), Secretário geral do Sínodo dos Bispos
3. Gerhard Ludwig Müller (n. 1947), Prefeito da Congregação para a Doutrina da Fé
4. Beniamino Stella (n. 1941), Prefeito da Congregação para o Clero
5. Vincent Gerard Nichols (n. 1945), Arcebispo de Westminster, Inglaterra
6. Leopoldo José Brenes Solórzano (n. 1949), Arcebispo de Manágua, Nicarágua
7. Gérald Cyprien Lacroix, I.S.P.X (n. 1957), Arcebispo de Québec, Canadá
8. Jean-Pierre Kutwa (n. 1945), Arcebispo de Abidjan, Costa do Marfim
9. Orani João Tempesta, O. Cist. (n. 1950), Arcebispo  da cidade do Rio de Janeiro, Brasil
10. Gualtiero Bassetti (n. 1942), Arcebispo de Perugia, Itália
11. Mario Aurelio Poli (n. 1947), Arcebispo de Buenos Aires, Argentina
12. Andrew Yeom Soo-jung (n. 1943), Arcebispo de Seul, Coreia do Sul
13. Ricardo Ezzati Andrello, S.D.B. (n. 1942), Arcebispo de Santiago do Chile, Chile
14. Philippe Nakellentuba Ouédraogo (n. 1945), Arcebispo de Ouagadougou, Burkina Faso
15. Orlando Beltran Quevedo, O.M.I. (n. 1939), Arcebispo de Cotabato, Filipinas
16. Chibly Langlois (n. 1958), Bispo de Les Cayes, Haiti

### Acima dos 80 anos
1. Loris Francesco Capovilla (1915–2016), Prelado Emérito de Loreto, Itália †
2. Fernando Sebastián Aguilar, C.M.F. (1929–2019), Arcebispo emérito de Pamplona e Tudela, Espanha †
3. Kelvin Edward Felix (1933-2024), Arcebispo Emérito de Castries, Ilha de Santa Lúcia, Antilhas †

## 14 de fevereiro de 2015
Em seu segundo consistório, o Papa Francisco criou vinte novos cardeais, quinze cardeais eleitores mais cinco não votantes.
Os novos purpurados são:
1. Dominique François Joseph Mamberti (n. 1952), Prefeito do Supremo Tribunal da Assinatura Apostólica do Vaticano
2. Manuel José Macário do Nascimento Clemente (n. 1948), Patriarca de Lisboa
3. Berhaneyesus Demerew Souraphiel (n. 1948), C.M., Arquieparca de Adis Abeba
4. John Atcherley Dew (n. 1948), Arcebispo de Wellington
5. Edoardo Menichelli (n. 1939), Arcebispo de Ancona-Osimo
6. Pierre Nguyên Văn Nhon (n. 1938), Arcebispo de Hanói
7. Alberto Suárez Inda (n. 1939), Arcebispo de Morelia
8. Charles Maung Bo, S.D.B. (n. 1948), Arcebispo de Yangon
9. Francis Xavier Kriengsak Kovithavanij (n. 1949), Arcebispo de Bangkok
10. Francesco Montenegro (n. 1946), Arcebispo de Agrigento
11. Daniel Fernando Sturla Berhouet, S.D.B. (n. 1959), Arcebispo de Montevidéo
12. Ricardo Blázquez Pérez (n. 1942), Arcebispo de Valladolid
13. José Luis Lacunza Maestrojuán, O.A.R. (n. 1944), Bispo de David
14. Arlindo Gomes Furtado (n. 1949), Bispo de Santiago de Cabo Verde
15. Soane Patita Paini Mafi (n. 1961), Bispo de Tonga

### Acima dos 80 anos
1. — José de Jesús Pimiento Rodríguez (1919–2019), Arcebispo Emérito de Manizales †
2. — Luigi De Magistris (1926–2022), Penitenciário-Mor emérito da Penitenciária Apostólica do Vaticano †
3. — Karl-Joseph Rauber (1934–2023), Arcebispo Titular de Giubalziana, Núncio Apostólico emérito †
4. — Luis Héctor Villalba (n. 1934), Arcebispo emérito de Tucumán
5. — Júlio Duarte Langa (n. 1927), Bispo Emérito de Xai-Xai

## 19 de novembro de 2016
Os novos purpurados são:
1. Mario Zenari (n. 1946), Nuncio Apostólico na Siria
2. Dieudonné Nzapalainga (n. 1967), C.S.Sp., Arcebispo de Bangui
3. Carlos Osoro Sierra (n. 1945), Arcebispo de Madrid
4. Sérgio da Rocha (n. 1959), Arcebispo de Brasília
5. Blase Joseph Cupich (n. 1949), Arcebispo de Chicago
6. Patrick D’Rozario, C.S.C. (n. 1943), Arcebispo de Dhaka
7. Baltazar Henrique Porras Cardozo (n. 1944), Arcebispo de Mérida
8. Jozef De Kesel (n. 1947), Arcebispo de Malinas-Bruxelas
9. Maurice Piat, C.S.Sp. (n. 1941), Bispo de Port-Louis
10. Kevin Joseph Farrell (n. 1947), Prefeito do Dicastério para os Leigos, a Família e a Vida
11. Carlos Aguiar Retes (n. 1950), Arcebispo de Tlalnepantla
12. John Ribat, M.S.C. (n. 1957), Arcebispo de Port Moresby
13. Joseph William Tobin, C.Ss.R. (n. 1952), Arcebispo de Indianápolis

### Acima dos 80 anos
1. Anthony Soter Fernandez (1932 - 2020), Arcebispo Emérito de Kuala Lumpur †
2. Renato Corti (1936 - 2020), Bispo Emérito de Novara †
3. Sebastian Koto Khoarai, O.M.I. (1929 – 2021), Bispo Emérito de Mohale's Hoek †
4. Ernest Simoni (n. 1928), Padre de Shkodrë-Pult

## 28 de junho de 2017
Os novos purpurados são:
1. Anders Arborelius, O.C.D. (n. 1949), Bispo de Estocolmo
2. Louis-Marie Ling Mangkhanekhoun (n. 1944), Vigário Apostólico de Pakxe
3. Juan José Omella Omella (n. 1946), Arcebispo de Barcelona
4. José Gregorio Rosa Chávez (n. 1942), Bispo-Auxiliar de San Salvador
5. Jean Zerbo (n. 1943), Arcebispo de Bamako

## 29 de junho de 2018
Os novos purpurados são:
1. Louis Raphaël I Sako (n. 1948), Patriarca Caldeu da Babilônia
2. Luis Francisco Ladaria Ferrer, S.J., (n. 1944) Prefeito da Congregação para a Doutrina da Fé
3. Angelo De Donatis (n. 1954), Vigário Geral Roma
4. Giovanni Angelo Becciu (n. 1948), Substituto da Secretaria de Estado da Santa Sé
5. Konrad Krajewski (n. 1963), Esmolaria Apostólica
6. Joseph Coutts (n. 1945), Arcebispo de Karachi
7. António Augusto dos Santos Marto (n. 1947), Bispo de Leiria-Fátima
8. Pedro Ricardo Barreto Jimeno, S.J. (n. 1944), Arcebispo de Huancayo
9. Désiré Tsarahazana (n. 1954), Arcebispo de Toamasina
10. Giuseppe Petrocchi (n. 1948), Arcebispo de L’Aquila
11. Thomas Aquino Manyo Maeda (n. 1949), Arcebispo de Osaka

### Acima dos 80 anos
1. Sergio Obeso Rivera (1931–2019), Arcebispo-emérito de Jalapa (Xalapa), Veracruz †
2. Toribio Ticona Porco (n. 1937), Prelato-emérito de Corocoro, Bolivia
3. Aquilino Bocos Merino, C.M.F. (n. 1938), Superior General Emérito da Congregação dos Missionários Filhos do Imaculado Coração de Maria

## 5 de outubro de 2019
Os novos purpurados são:
1. Miguel Ángel Ayuso Guixot, M.C.C.I. (1952-2024), presidente do Pontifício Conselho para o Diálogo Inter-religioso;  †
2. José Tolentino Mendonça (n. 1965), arquivista e bibliotecário da Santa Igreja Romana
3. Ignatius Suharyo Hardjoatmodjo (n. 1950), arcebispo de Jakarta
4. Juan de la Caridad García Rodríguez (n. 1948), arcebispo de San Cristóbal de Havana
5. Fridolin Ambongo Besungu, O.F.M.Cap. (n. 1960), arcebispo de Kinshasa
6. Jean-Claude Höllerich, S.J. (n. 1958), arcebispo de Luxemburgo
7. Alvaro Leonel Ramazzini Imeri (n. 1947), bispo de Huehuetenamgo
8. Matteo Maria Zuppi (n. 1955), arcebispo de Bolonha
9. Cristóbal López Romero, S.D.B. (n. 1952), arcebispo de Rabat
10. Michael Czerny, S.J. (n. 1946), subsecretário da seção de migrantes do icastério para o Serviço do Desenvolvimento Humano Integral

### Acima dos 80 anos
1. Michael Louis Fitzgerald, M Afr (n. 1937), arcebispo emérito de Nepte
2. Sigitas Tamkevicius, S.J. (n. 1938), arcebispo emérito de Kaunas
3. Eugenio Dal Corso, P.S.D.P. (1939-2024), bispo emérito de Benguela †

## 28 de novembro de 2020
Os novos purpurados são:
1. Mario Grech (n. 1957) – Secretário Geral do Sínodo dos Bispos
2. Marcello Semeraro (n. 1947) – Prefeito da Congregação para as Causas dos Santos.
3. Antoine Kambanda (n. 1958) – Arcebispo de Kigali (Ruanda).
4. Wilton Daniel Gregory (n. 1947) – Arcebispo de Washington
5. Jose Fuerte Advincula (n. 1952) – Arcebispo de Capiz (Filipinas).
6. Celestino Aós Braco, O.F.M.Cap. (n. 1945) – Arcebispo de Santiago do Chile.
7. Cornelius Sim (1951–2021) – Bispo tit. de Puzia di Numidia e Vigário Apostólico de Brunei. †
8. Augusto Paolo Lojudice (n. 1964) – Arcebispo de Siena-Colle Val d'Elsa- Montalcino.
9. Mauro Gambetti, O.F.M.Conv (n. 1965) – Guardião do Sagrado Convento de Assis.

### Acima dos 80 anos
1. Felipe Arizmendi Esquivel (n. 1940) – Bispo emérito de San Cristobal de las Casas (México).
2. Silvano Maria Tomasi, C.S. (n. 1940) – Arcebispo Titular de Asolo, Núncio Apostólico.
3. Raniero Cantalamessa, O.F.M. Cap. (n. 1934) –  Pregador da Casa Papal
4. Enrico Feroci (n. 1940) – Pároco em Santa Maria del Divino Amore em Castel di Leva.

## 27 de agosto de 2022
1. Arthur Roche (n. 1950) – Prefeito do Dicastério para o Culto Divino e Disciplina dos Sacramentos
2. Lazarus You Heung-sik (n. 1951) – Prefeito da Congregação para o Clero
3. Fernando Vérgez Alzaga, L.C (n. 1945) – Prefeito Pontifícia Comissão para o Estado da Cidade do Vaticano
4. Jean-Marc Noël Aveline (n. 1958) – Arcebispo de Marselha
5. Peter Ebere Okpaleke (n. 1963) – Bispo de Ekwulobia
6. Leonardo Ulrich Steiner, O.F.M (n. 1950) – Arcebispo de Manaus
7. Filipe Neri do Rosário Ferrão (n. 1953) – Arcebispo de Goa e Damão
8. Robert Walter McElroy (n. 1954) – Bispo de San Diego
9. Virgílio do Carmo da Silva, S.D.B (n. 1967) – Arcebispo de Díli
10. Oscar Cantoni (n. 1950) – Bispo de Como
11. Anthony Poola (n. 1961) – Arcebispo de Hyderabad
12. Paulo Cezar Costa (n. 1967) – Arcebispo de Brasília
13. Richard Kuuia Baawobr, M.Afr (1959–2022) – Bispo de Wa  †
14. William Goh Seng Chye (n. 1957) – Arcebispo de Singapura
15. Adalberto Martínez Flores (n. 1951) – Arcebispo de Assunção
16. Giorgio Marengo, I.M.C (n. 1974) – Prefeito Apostólico de Ulaanbaatar

### Acima dos 80anos
1. Jorge Enrique Jiménez Carvajal, C.I.M. (n. 1942) – Arcebispo emérito de Cartagena
2. Arrigo Miglio (n. 1942) – Arcebispo emérito de Cagliari
3. Gianfranco Ghirlanda, S.J. (n. 1942) – Reitor emérito da Pontifícia Universidade Gregoriana
4. Fortunato Frezza (n. 1942) – Cônego da Basílica de São Pedro

### Renunciou a nomeação
1. Lucas Van Looy, S.D.B (n. 1941) – Bispo emérito de Gante

## 30 de setembro de 2023
1. Robert Francis Prevost, O.S.A (n. 1955) – Prefeito do Dicastério para os Bispos - Eleito Papa Leão XIV no Conclave de 2025.
2. Claudio Gugerotti (n. 1955) – Prefeito do Dicastério para as Igrejas Orientais
3. Víctor Manuel Fernández (n. 1962) – Prefeito do Dicastério para a Doutrina da Fé
4. Emil Paul Tscherrig (n. 1947) – Núncio Apostólico na Itália
5. Christophe Louis Yves Georges Pierre (n. 1946) – Núncio Apostólico nos Estados Unidos
6. Pierbattista Pizzaballa O.F.M. (n. 1965) – Patriarca Latino de Jerusalém.
7. Stephen Brislin (n. 1956) – Arcebispo da Cidade do Cabo.
8. Ángel Sixto Rossi, S.J. (n. 1958) – Arcebispo de Córdoba.
9. Luis José Rueda Aparicio (n. 1962) – Arcebispo de Bogotá.
10. Grzegorz Ryś (n. 1964) – Arcebispo de Łódź
11. Stephen Ameyu Martin Mulla (n. 1964) – Arcebispo de Juba.
12. José Cobo Cano (n. 1965) – Arcebispo de Madri.
13. Protase Rugambwa (n. 1960) – Arcebispo coadjutor de Tabora.
14. Sebastian Francis (n. 1951) – Bispo de Penang.
15. Stephen Chow Sau-yan, S.J. (n. 1959) – Bispo de Hong Kong.
16. François-Xavier Bustillo, O.F.M.Conv. (n. 1968) – Bispo de Ajaccio.
17. Américo Manuel Alves Aguiar (n. 1973) – Bispo auxiliar de Lisboa.
18. Ángel Fernández Artime, S.D.B (n. 1960) – Reitor-Mor dos Salesianos.

### Acima dos 80 anos
1. Agostino Marchetto (n. 1940) – Secretário emérito do Pontifício Conselho para a Pastoral dos Migrantes e Itinerantes
2. Diego Rafael Padrón Sánchez (n. 1939) – Arcebispo emérito de Cumaná.
3. Luis Pascual Dri, O.F.M.Cap. (1927–2025) – Confessor no Santuário de Nossa Senhora de Pompeia, em Buenos Aires. †

## 7 de dezembro de 2024
Em 6 de outubro de 2024, o Papa Francisco anunciou que planeja criar 21 cardeais em 7 de dezembro. Francisco disse: "Sua proveniência expressa a universalidade da igreja, que continua a anunciar o amor misericordioso de Deus a todos os homens na terra." Todos, exceto um, são jovens o suficiente para serem cardeais eleitores, e esse, Acerbi, com 99 anos, é "provavelmente o homem mais velho a ser nomeado cardeal". Apenas um é um oficial da Cúria (Baggio), embora outros estejam baseados em Roma (Reina, Koovakad). Três são italianos (Baggio, Reina, Repole).
1. Carlos Gustavo Castillo Mattasoglio (n. 1950) – Arcebispo de Lima.
2. Vicente Bokalic Iglic, C.M. (n. 1952) – Arcebispo de Santiago del Estero.
3. Luis Gerardo Cabrera Herrera, O.F.M. (n. 1955) – Arcebispo de  Guayaquil.
4. Fernando Natalio Chomalí Garib (n. 1957) – Arcebispo de Santiago do Chile.
5. Tarcisius Isao Kikuchi, S.V.D. (n. 1958) – Arcebispo de Tóquio.
6. Pablo Virgilio Siongco David (n. 1959) – Bispo de Kalookan.
7. László Német, S.V.D. (n. 1956) – Arcebispo de Belgrado.
8. Jaime Spengler, O.F.M. (n. 1960) – Arcebispo de Porto Alegre.
9. Ignace Bessi Dogbo (n. 1961) – Arcebispo de Abidjan.
10. Jean-Paul Vesco, O.P. (n. 1962) – Arcebispo de Argel.
11. Dominique Joseph Mathieu, O.F.M.Conv. (n. 1963) – Arcebispo de Teerã-Isfahan.
12. Roberto Repole (n. 1967) – Arcebispo de Turim.
13. Baldassare Reina (n. 1970) – Vigário Geral de Sua Santidade para a Diocese de Roma.
14. Frank Leo (n. 1971) – Arcebispo de Toronto.
15. Rolandas Makrickas (n. 1972) – Arcipreste Coadjutor da Basílica de Santa Maria Maggiore.
16. Mykola Bychok, C.Ss.R. (n. 1980) – Bispo dos Santos Pedro e Paulo de Melbourne (Ucraniano), Austrália
17. Timothy Peter Joseph Radcliffe, O.P. (n. 1945) – Mestre-geral-emérito da Ordem dos Pregadores
18. Fabio Baggio, C.S. (n. 1965) – Subsecretário para Migrantes e Refugiados do Dicastério para o Serviço do Desenvolvimento Humano Integral
19. George Jacob Koovakad (n. 1973) – funcionário da Secretaria de Estado
20. Domenico Battaglia (n. 1963) - Arcebispo de Nápoles [17]

### Acima dos 80 anos
1. Angelo Acerbi (n. 1925) – Prelado emérito da Ordem de Malta

### Renunciou a nomeação
1. Paskalis Bruno Syukur, O.F.M. (n. 1962) – Bispo de Bogor[18]